# Río Tutuvén
El río Tutuvén es un curso natural de agua que nace al este de la cordillera de la Costa en la Región del Maule y cruza parte de la provincia de Cauquenes para, tras corto trayecto, desembocar en el río Cauquenes, afluente del río Maule.
Sus aguas alimentan el embalse Tutuvén.

## Trayecto
En su curso superior el Tutuvén recibe desde el norte el estero Remolinos, y en el medio, el estero Rosales o Tronquilemo que le afluye desde el norte con un desarrollo de 18 km y una ramificada red de drenaje.

## Caudal y régimen
En un estudio del año 2003 encargado por la Comisión Nacional de Riego, se estimaron los caudales de este río extrapolando las precipitaciones, escorrentía y características del suelo desde otras cuencas cercanas y semejantes a la de este río. Este método ha dado resultados satisfactorios en otras cuencas del litoral que carecen de estaciones fluviométricas.: 3–10 

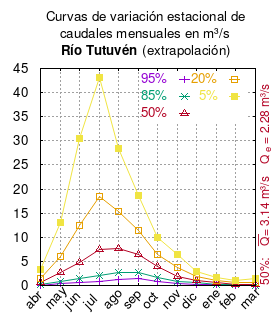
Curvas de variación estacional del río Tutuvén. Estos caudales no han sido medidos en un aforo sino calculados extrapolando precipitaciones, escorrentía y superficies de drenaje de cuencas cercanas a la del Tutuvén.

El caudal del río (en un lugar fijo) varía en el tiempo, por lo que existen varias formas de representarlo. Una de ellas son las curvas de variación estacional que, tras largos periodos de mediciones, predicen estadísticamente el caudal mínimo que lleva el río con una probabilidad dada, llamada probabilidad de excedencia. La curva de color rojo ocre (con {\displaystyle {\color {Red}\vartriangle }}) muestra los caudales mensuales con probabilidad de excedencia de un 50%. Esto quiere decir que ese mes se han medido igual cantidad de caudales mayores que caudales menores a esa cantidad. Eso es la mediana (estadística), que se denota Qe, de la serie de caudales de ese mes. La media (estadística) es el promedio matemático de los caudales de ese mes y se denota {\displaystyle {\overline {Q}}}. 
Una vez calculados para cada mes, ambos valores son calculados para todo el año y pueden ser leídos en la columna vertical al lado derecho del diagrama. El significado de la probabilidad de excedencia del 5% es que, estadísticamente, el caudal es mayor solo una vez cada 20 años, el de 10% una vez cada 10 años, el de 20% una vez cada 5 años, el de 85% quince veces cada 16 años y la de 95% diecisiete veces cada 18 años. Dicho de otra forma, el 5% es el caudal de años extremadamente lluviosos, el 95% es el caudal de años extremadamente secos. De la estación de las crecidas puede deducirse si el caudal depende de las lluvias (mayo-julio) o del derretimiento de las nieves (septiembre-enero).

## Historia
Francisco Solano Asta-Buruaga y Cienfuegos escribió en 1899 en su obra póstuma Diccionario Geográfico de la República de Chile sobre el río:
Tutuvén.-—Río del departamento de Cauquenes procedente de las montañas altas por la parte que demoran al O. de la ciudad de este nombre. Corre hacia el E., pasa rodeando los costados del norte y del nordeste de la misma y se echa junto á ella, por el lado oriental, en la izquierda del río llamado asimismo de Cauquenes después de un limitado curso de 20 kilómetros. Poco antes ó á unos cinco kilómetros más arriba de su confluencia recibe del NO. el riachuelo del Rosal, que tiene también su origen en la vertiente oriental de aquellas montañas, pero más al N. que su principal. El nombre, que también designó á la ciudad de Cauquenes en su primer tiempo, parece formado de thuvun, turbio, con el afijo reitarativo tu.

## Población, economía y ecología
Sus aguas son almacenadas en el embalse Tutuvén.